# George de Mestral
George de Mestral (Nyon, 19 giugno 1907 – Commugny, 8 febbraio 1990) è stato un ingegnere svizzero.
Vissuto ad Aubonne (Canton Vaud), è stato l'inventore della chiusura Velcro.

## Biografia
Nasce nel 1907: suo padre, Albert-George-Constantin de Mestral (1878-1966), è un ingegnere agronomo.
Nel 1919, a 12 anni, deposita il suo primo brevetto, un modellino di aereo in stoffa.
Studia ingegneria elettrica al Politecnico di Losanna.
Nel 1941 ebbe l'idea del "Velcro"; brevettò il "Velcro" per la Svizzera nel 1951 e nel 1952 ottiene il brevetto per altri paesi.
Nel 1952 avviene la fondazione della società Velcro SA con l'aiuto di "Gonet & Co": Velcro diventa un marchio depositato.
Il Velcro è utilizzato dalla NASA per fissare oggetti nelle capsule spaziali. Si diffonde come nuovo e pratico metodo di chiusura.
La validità del brevetto è finita nel 1978.

## L'idea del Velcro

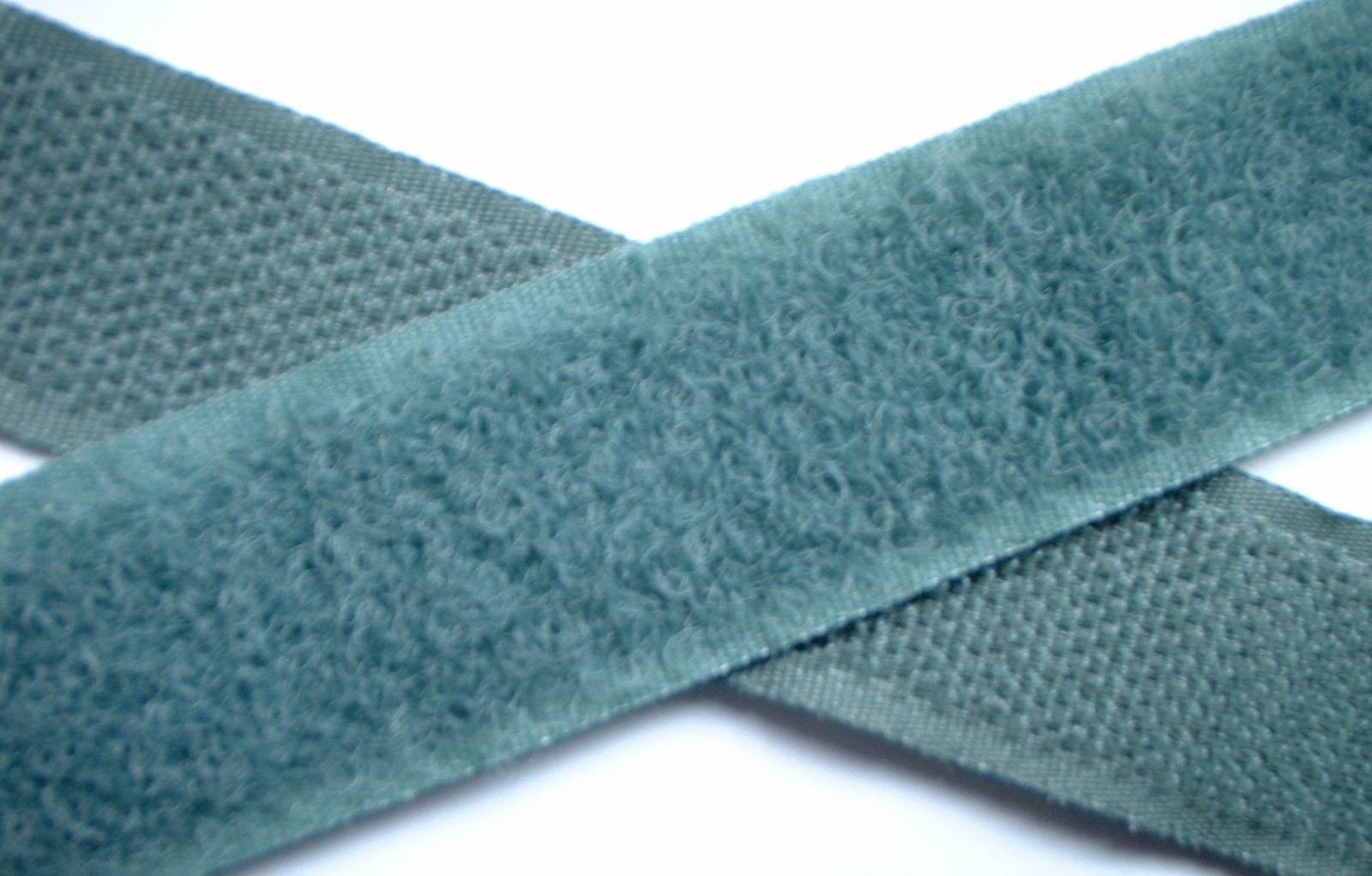
Velcro, striscia loop e striscia uncino

- Spesso, dopo le passeggiate che Georges de Mestral faceva con il suo cane, doveva togliere dal suo maglione e dai peli del cane piccole palline (frutti di bardana) che vi si aggrappavano.  Le osservò al microscopio e si accorse che avevano piccoli uncini elastici che una volta messi a contatto con un tessuto si aggrappavano alle maglie. Una volta tolti, gli uncini ritrovavano la loro forma originaria.
- Immaginò 2 pezzi di tessuto in nylon, l'uno con migliaia di piccole anse e l'altro con migliaia di piccoli uncini elastici.
- Con l'aiuto di un fabbricante di tessuti di Nylon, Marforio,  nasce il Velcro.

## La produzione
- 55 000 km²/anno durante gli anni di validità del brevetto